# Landvogtei Michelsberg

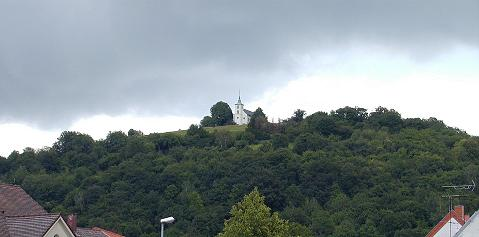
Blick auf den Michaelsberg und die Kapelle.

Die Landvogtei Michelsberg war eine von 1803 bis 1807 bestehende Verwaltungseinheit im Land Baden während der napoleonischen Zeit. Mit ihrer Bezeichnung bezog sie sich auf den Michaelsberg bei Untergrombach, einen markanten Berg mit einer darauf stehenden gleichnamigen Wallfahrtskapelle. Der Sitz des Landvogts Johann Cassinone war in Bruchsal.

## Lage und Gliederung
Das Gebiet der Landvogtei erstreckte sich im Westen auf Teile der Oberrheinischen Tiefebene und reichte im Osten weit in den Kraichgau hinein. Die Ortschaften waren infolge des Reichsdeputationshauptschlusses 1803 an Baden gefallen. Hauptsächlich hatten sie zuvor unter kirchlicher Landeshoheit des Hochstifts Speyer oder des Ritterstifts Odenheim gestanden, einige hatten zur aufgelösten Kurpfalz gezählt.
Gegliedert war die Landvogtei zunächst in fünf Untereinheiten (Einwohnerzahlen 1802):
- Das Amt Philippsburg mit 6.456 Einwohnern, am Ostufer des Rheines gelegen und die Lußhardt einschließend.
- Das Stadtamt Bruchsal mit 7.590 Einwohnern, neben der Stadt selbst drei weitere Ortschaften umfassend.
- Das Landamt Bruchsal mit 11 Ortschaften und 9.413 Einwohnern.
- Das Amt Odenheim mit 12 Ortschaften und 9.520 Einwohnern. Zuvor überwiegend beim Ritterstift Odenheim, der Rest direkt unter Speyer.
- Das Amt Bretten, im Kraichgau rund um die Oberläufe von Saalbach und Elsenz, mit 9.588 Einwohnern und 10 Ortschaften. Sie hatten zuvor hauptsächlich zum kurpfälzischen Oberamt Bretten gezählt.
- 1804 kam noch das Amt Kislau hinzu. Es umfasste den größten Teil des aufgelösten Amtes Wiesloch, das zuvor der Landvogtei Dilsberg unterstellt gewesen war.

## Weitere Entwicklung
Ausgelöst durch weitere terroritiale Zugewinne nach dem Frieden von Pressburg 1805 und dem Inkrafttreten der Rheinbundakte 1806 kam es zu einer Verwaltungsreform in Baden. Mit dem General-Ausschreiben über die Eintheilung des Großherzogthums Baden in Bezirke vom 1. Juli 1807 wurden die Landvogteien in ganz Baden aufgelöst. Die Ämter unterstanden nun unmittelbar nächsthöheren Verwaltungsebene, hier der Provinz des Unterrheins oder die Badische Pfalzgrafschaft. Neben der Umsetzung einzelner Orte gab bei den Ämtern zugleich mehrere grundlegende Änderungen:
- Stadt- und Landamt Bruchsal wurden zu einem Oberamt Bruchsal vereinigt.
- Aus dem Amt Bretten wurden die Orte Eppingen und Mühlbach als Stabsamt Eppingen ausgegliedert.
- Das Amt Odenheim wurde aufgelöst und weitgehend dem Amt Gochsheim eingegliedert.

Seit der Kreisreform 1973 liegen die Ortschaften großenteils im Landkreis Karlsruhe, der Rest im Rhein-Neckar-Kreis oder im Landkreis Heilbronn.